# جيران أبي العباس
جيران أبي العباس، هي رواية تاريخية للكاتب والسياسي والوزير المغربي أحمد التوفيق، صدرت سنة 2020 عن دار الأمان، وتدور أحداثها حول شخصية تاريخية هي أبو العباس السبتي أحمد الخزرجي.

## نبذة عن الكتاب
رواية جيران أبي العباس للكاتب أحمد التوفيق رواية تاريخية، تتحدث عن عصر الدولة الموحدية منذ تأسيسها على أنقاض الدولة المرابطية إبان القرن الثاني عشر الميلادي. تستمد أحداثها من وقائع حقيقية، وقد تم بناؤها في قالب سردي تخييلي من خلال أسماء معروفة تاريخيا، فضلا عن كون الشخصية الرئيسية التي تتمحور حولها الأحداث والشخوص بصَمَتْ تاريخ الغرب الإسلامي بعدوتيه المغرب والاندلس وما تزال آثارها حاضرة في الثقافة والتراث المغربيين. استحضر الكاتب تلك الحضارة الغابرة لتسليط الضوء على مرحلة مهمة في تاريخ المغرب.

## الشخصيات

### ابو العباس أوالفقيه والشيخ أحمد بن جعفر الخزرجي السبتي
هو الشخصية الرئيسية، وأحد رجالات مراكش السبعة ولد بمدينة سبتة سنة 524ه/1129 م وتوفي بمراكش عام1204م، معروف في المغرب بأبي العباس السبتي أو سيدي بلعباس. تبدأ الحكاية بالطفل أحمد الذي اصطحبته والدته لمعمل لصناعة المرجان بمدينة سبتة من أجل العمل نظرا لضيق حالهما بعد وفاة معيلهما. رفض الولد العمل في حرف متعددة، وبما أن الصبي كان مولعا بالإنصات الى دروس شيخ معروف في المدينة، لم يعد للمصنع، وحينما شكته الأم للشيخ واستفسره هذا الأخير عن عدم طاعته لوالدته، أجابه "لا يعجبني إلا كلامك في العلم" مما جعل الشيخ يتكلف بتعليم الصبي ودفع أجرا لوالدته المحتاجة بعدما اختبر قدراته الخلاقة. ظل الطفل برفقة الشيخ بعد وفاة أمه يتعلم ويساعد معلمه في العلم إلى أن وافته المنية هو ايضا، فغادر أبو العباس سبتة إلى مراكش، وهناك عايش أحداثا كبرى لأربع سلاطين هم عبد المؤمن بن علي وابنه يوسف ويعقوب بن يوسف وجزء من عهد الخليفة الناصر. امتاز هذا العصر بالبناء والتشييد والازدهار الذي عرفته الدولة الموحدية وكذا الصعاب والشدائد التي كابدها المرابطون إبان سقوط دولتهم، وما تعرض له خلال بداية حكم الخليفة الناصر حيث وافته المنية مع بداية انتكاسة الدولة التي عرفت توسعا لم يسبق له مثيل.
عايش أبو العباس عهد تأسيس الدولة الموحدية وقوتها وعنفوانها واتساع المملكة إلى أن أصبحت حاضرة تجمع تعدادا هائلا من الأجناس والأقوام والثقافات واللغات، أبو العباس الولي الصالح الذي بصم تاريخه المدينة وأصبح من رجالاتها الصالحين على حد تعبير الكاتب، اعتبر من بين الرجال السبعة لهذه المدينة الخالدة، مدينة مراكش أو (مدينة السبعة رجال).

يجول الكاتب بالقراء في عالم أبي العباس الموسوم بالجود والكرم، حيث يبرز بوضوح تام المذهب الذي يؤمن به هذا الرجل الصالح، مذهب يستند الى العطاء بكل ما تحمل الكلمة من معنى الإنفاق، وإسعاف الناس بالصدقة، ويقول في هذا المضمار " اعط تعطى" و "اصل الخير الانفاق وأصل الشر البخل". ولا يفرق أبوالعباس في العطاء والصدقة بين الناس لا على مستوى العقيدة أو الانتماء أو الجاه أو السلطة أو الصحة، فلكل فئة محتاجة نصيبها من العطاء، عرف عنه عدم التمييز بين المحتاجين حتى من غير ملة المسلمين. وكان لذوي الإعاقة من عميان والمرضى الجدمى المعزولين نظام خاص من النفقة دائم. وقد تدرج في مذهبه ذاك، حتى بلغ مرحلة كان يعطي فيها كل ما يقع في يده، ولا يحتفظ لنفسه وأهله إلا بالعشر. وبهذا الصدد، قال المؤلف 
أبو العباس يستحق أن يكون بارزا في هذه الرواية لأن حياة الرجل ومذهبه يدوران حول مسألة إنسانية مهمة هي مسألة العطاء، ولقد تدرج في مذهبه حتى بلغ مرحلة كان يعطي فيها كل ما يقع بيده ولا يحتفظ لنفسه وأهله إلا بالعشر، فكانت له كما قال كرامة أن يدعو فيستجاب له.
قد شاع بين الناس أنه ينطق بالأمور فتحدث، لدرجة اتهم بالسحر. كان متفوقا في الجدال والمناظرة، سريع الجواب بالحجج، يسحر العامة والخاصة ببيانه.

### الفارسة المتنكرة
أبرز الكاتب في أكثر من مناسبة قيمة المرأة في ذلك العصر رغم وجود الرق والاستعباد (بيع الجواري ووجود الحريم). قدم فارسة متنكرة في شخص مقاتل أربكت الجنود قبل سقوطها والتعرف عليها إبان انتقال السلطة من المرابطين إلى الموحدين,

### الاميرة ابنة الأمير تاشفين بن علي (ملك)
التي عاشت طفولتها وبداية شبابها متنكرة في شخصية عادية كي لا تنكشف وتقتل من طرف أمراء الموحدين، إلى أن توفي محافظ القصر الذي استأمن على حياتها وحياة أختها التوأم واكتشف سره، ولأنها كانت فائقة الجمال والعلم تزوجها الخليفة يوسف الذي انبهر بشخصية فريدة على كافة المستويات علما ومعرفة وحنكة وورعا وجمالا وحكمة، فهي سليلة أصول مشتركة يقول السارد على لسان الخليفة: 
"جمعت بين دماء أجدادها من أبيها صنهاجة الصحراويين الامازيغ ودماء أجدادها من أمها الايبيريين القوطيين أو الوندال، كيف تلاقحت العناصر في ذلك الجسد" 
كانت سيدة تحسن التسيير والتدبير في أمور شتى، منها تسيير مدرسة لتعليم البنات داخل القصر، لأنها تلقت تعليما متنوعا في الديانات واللغات. كما ساهمت بحنكة ودراية كبيرة في إسعاف المصابين داخل القصر وخارجه جراء الوباء الذي اجتاح مراكش عام 571 هجرية وقد قال عنها الحكيم ابن طفيل وهي إشارة قوية لدور النساء في إدارة الأمور: 
"أكرم الله الأمير بمَلَك يعينه على شؤون عظيمة،... فهناك من المزايا ما تظهره النساء ولا تقوم به إلا النساء" 

### الأميرة ورد
وهي إبنة الأميرة ملك، وقد سارت على نهج والدتها التي تزوجها السلطان يعقوب ابن يوسف، كانت تحضر مجلس الخليفة لتنصت إلى المناظرات ومناقشات العلماء والمفكرين والحكماء من وراء حجاب. رافقته إلى الأندلس التي انتصر فيها في معركة الأرك، ومن فرط حبه لها وخوفه عليها طلقها وأبعدها عنه كي يحميها من بطش ولي العهد ودسائس القصر بعد مماته. إكراما لزوجته ورد، قام الخليفة بغرس كل اصناف الورود في كل مراكش حتى أضحت جنة غناء كما غرس الخير والجود على سيرة أبي العباس، ونظرا لإيمانه القوي بآراء أبي العباس ولما أبداه هذا الأخير من علاج وشفاء، أمر الخليفة ببناء مارستان شيد بشكل بديع محاط بالاغراس والأشجار والبساتين والمياه، ومجهز بكل ما يلزم من أكل وشرب وملبس لإحتضان المرضى.

## النقد
- رواية أبي العباس لأحمد التوفيق، تحكي سيرة أبي العباس السبتي، صاحب مذهب "الوجود ينفعل بالجود". وقد سبق للكاتب أن تناول سيرة شخصية أبي العباس ومذهبه في درس ديني ألقاه في حضرة ملك المغرب،
- من وجهة نظر بعض النقاد تبدو رواية "جيران أبي العباس" وكأنها صدى لأولى رواياته "جارات أبي موسى" التي اقتحم بها السرد الروائي من عوالم التاريخ" في نسج يحضر فيه أمراء وعلماء وفلاسفة كانوا عنوان ازدهار ونهضة العصر الموحدي بالغرب الإسلامي.[5]

## أنظر أيظا
- جارات أبي موسى
- شجيرة حناء وقمر